# Мана, Мамувене
Мамувене Мана (фр. Mamuwené Mana; 10 октября 1947, Бельгийское Конго) — заирский футболист, полузащитник.

## Биография
В 1974 году играл за заирский клуб «Имана» из города Киншаса, который сейчас называется «Мотема Пембе». В 1974 году он был одним из претендентов на награду футболист года в Африке.
Выступал за национальную сборную Заира. Участник Кубка африканских наций 1974 в Египте, на котором он вместе с командой стал победителем турнира.
В квалификации на чемпионат мира 1974 Мамувене Мана провёл 7 матчей. В 1974 году главный тренер Заира Благоя Видинич вызвал Мане на чемпионат мира, который проходил в ФРГ и стал первым мундиалем для Заира в истории. Мамувене был заявлен под 8 номером. В своей группе команда заняла последнее 4 место, уступив Шотландии, Бразилии и Югославии. Мамувене Мана сыграл во всех 3 матчах.
Всего за сборную Заира провёл 10 матчей.

## Достижения
- Победитель Кубка африканских наций (1): 1974